# El Mercurio miente

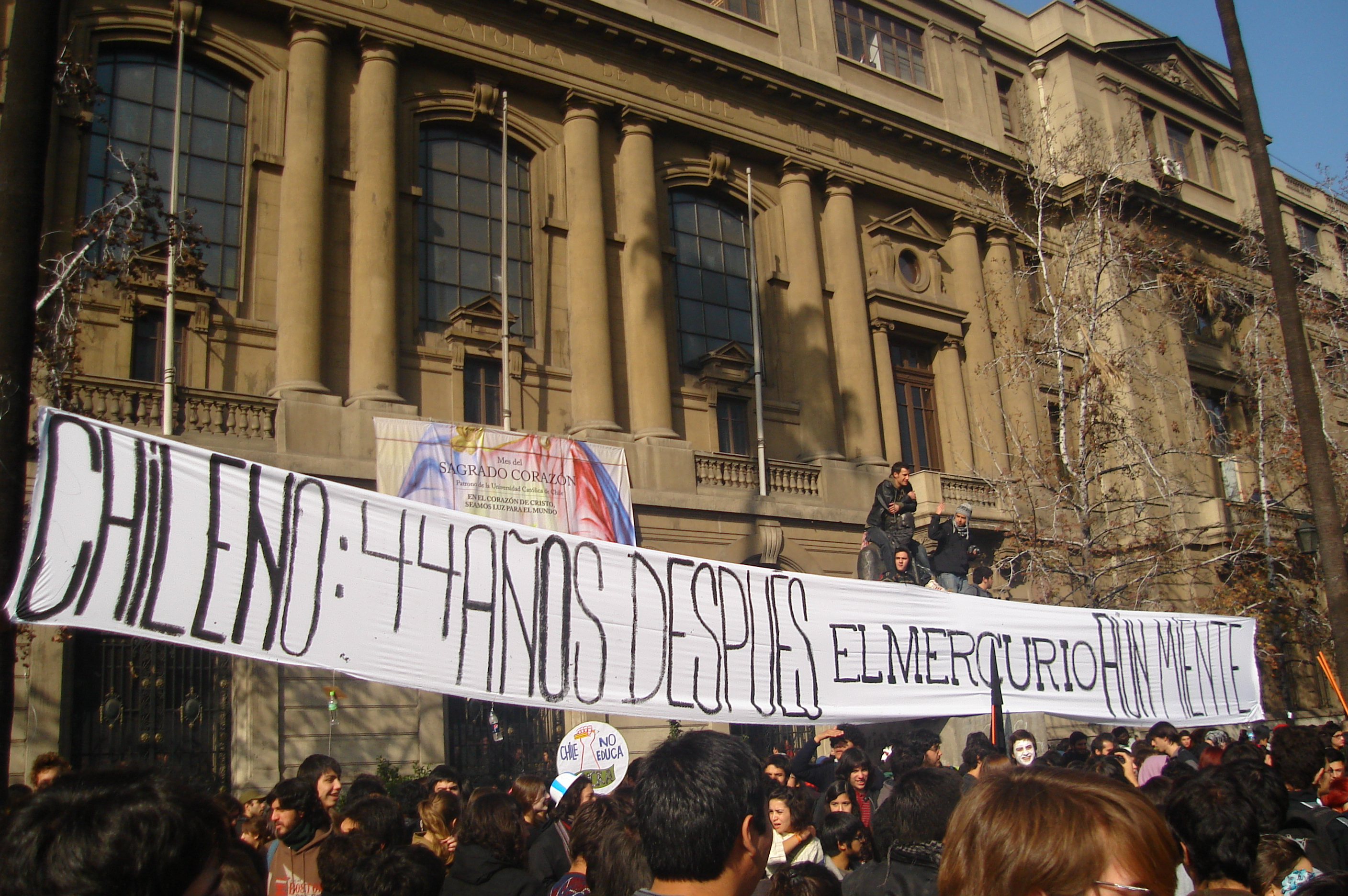
Lienzo con la frase «Chileno: 44 años después, El Mercurio aún miente» instalado durante las protestas estudiantiles de 2011 en el frontis de la Casa Central de la Universidad Católica de Chile, lugar donde fuera colgado el lienzo con la frase original.

«El Mercurio miente» es una frase utilizada por los críticos del periódico chileno El Mercurio, de marcada tendencia conservadora. Fue acuñada el 11 de agosto de 1967 cuando, en medio de la reforma universitaria de la Pontificia Universidad Católica de Chile, un grupo de estudiantes de esa universidad colgaron un lienzo en su casa central, ubicada en Santiago de Chile, con la frase «Chileno: El Mercurio miente», en respuesta a los ataques que el periódico había realizado al movimiento estudiantil, calificándolo como «una nueva y audaz maniobra del marxismo en torno a la democracia».
Posteriormente la frase se haría popular entre sectores contrarios al conservadurismo que representaba el diario, siendo utilizada por los opositores a la dictadura militar durante los años 1970 y 1980,[cita requerida] y posteriormente, tras el retorno a la democracia, por grupos como la Federación de Estudiantes de la Universidad de Chile (FECh) y la Central Unitaria de Trabajadores de Chile (CUT).

## Referencias en la cultura popular

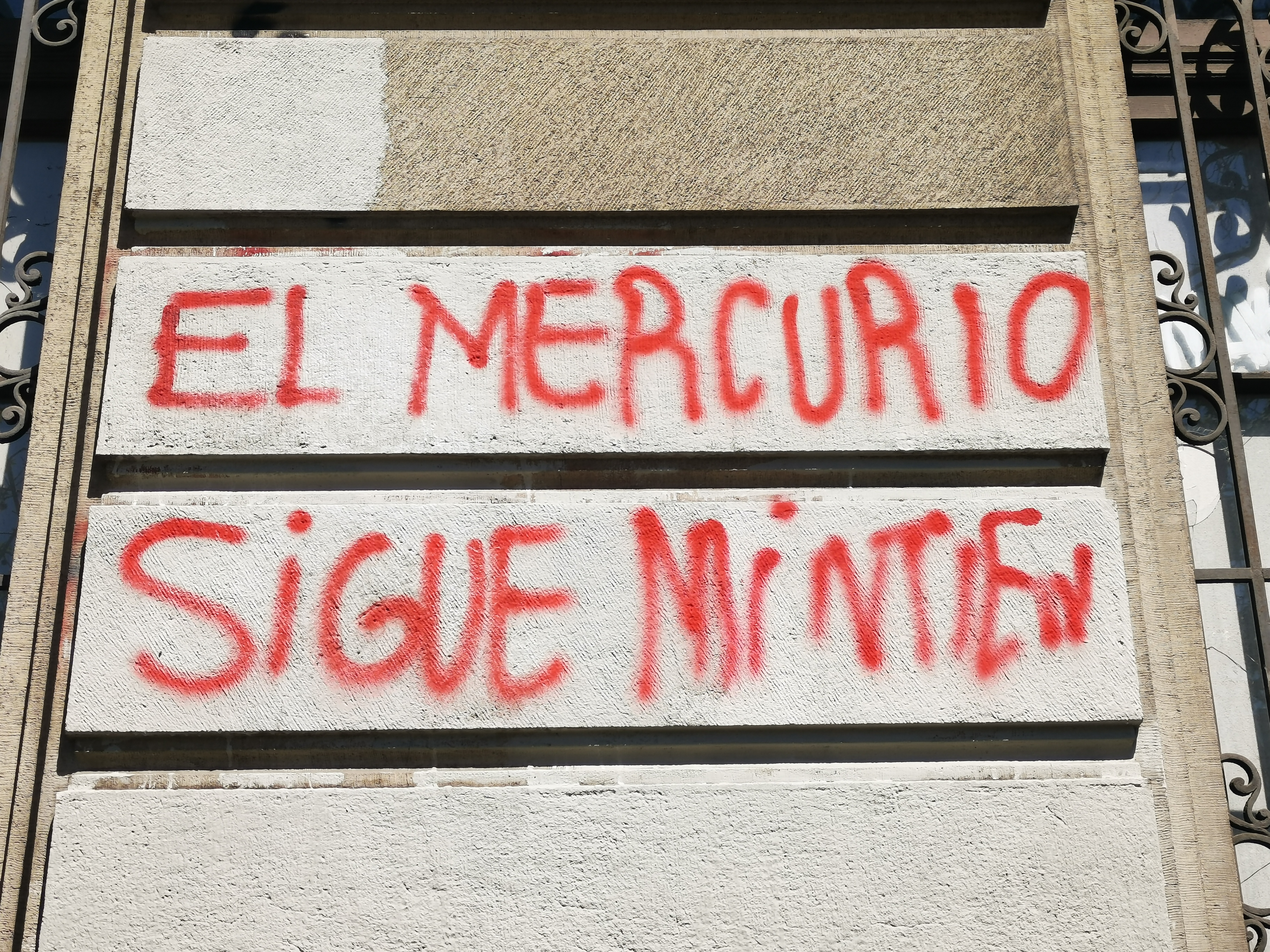
«El Mercurio sigue mintien[do]», grafiti realizado durante las protestas de 2019 en la Casa Central de la PUC.

## Frases similares

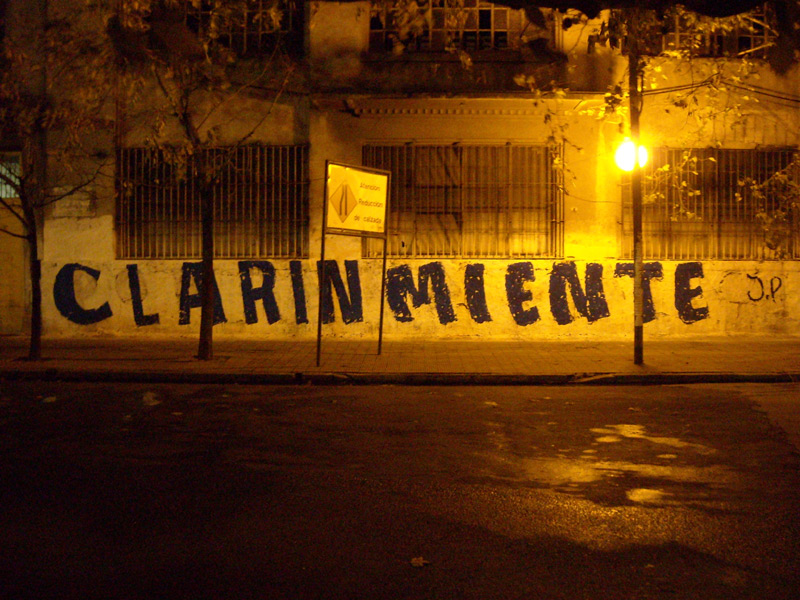
Campaña de 2008 atribuida a la Juventud Peronista («J.P.») con la consigna «Clarín miente».